# Editor d'àudio

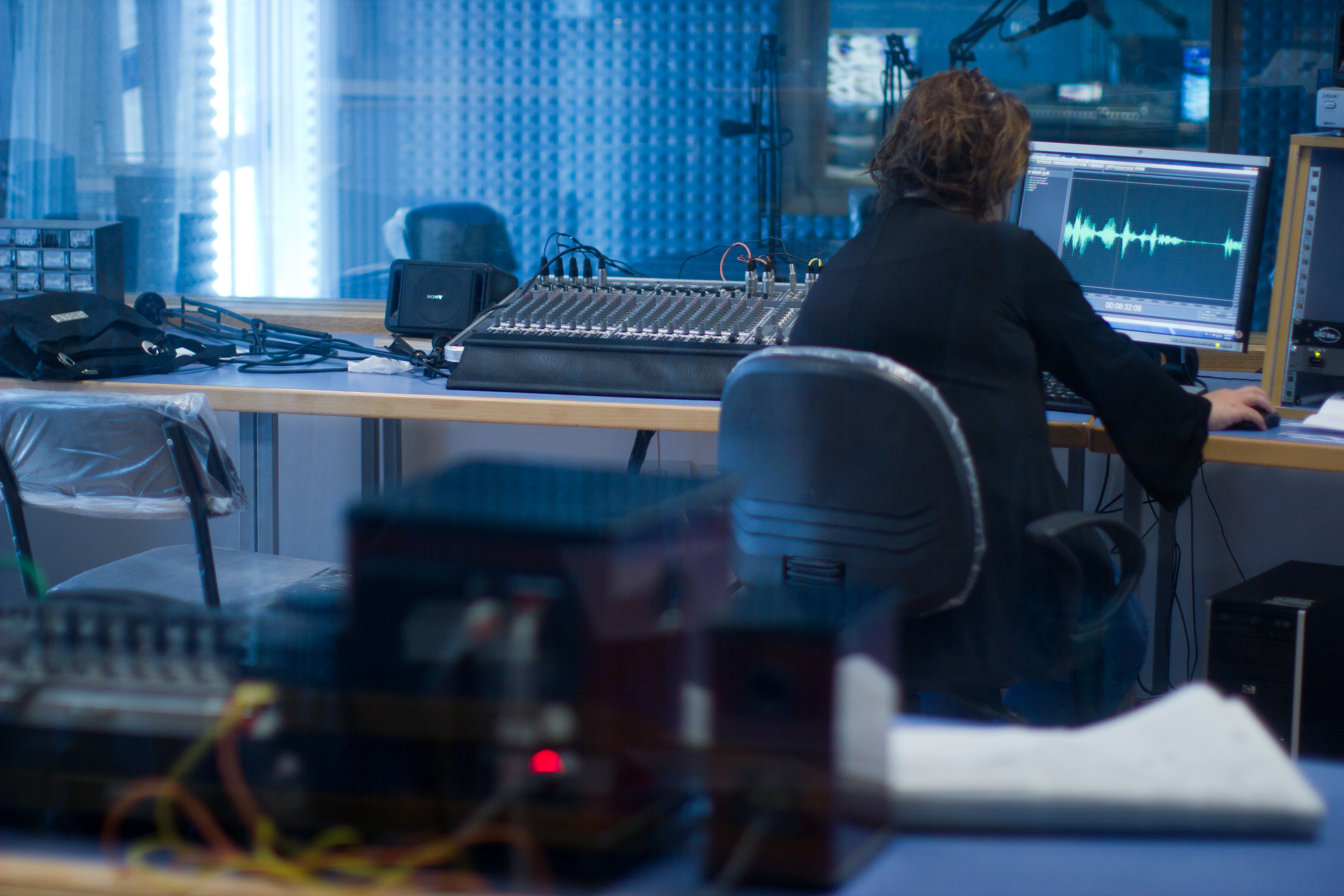
Una instal·lació de producció d'àudio a la Universitat Nacional An-Najah

Un programa d'edició d'àudio és qualsevol programa informàtic que permet editar i generar dades d'àudio. El programari d'edició d'àudio es pot implementar totalment o parcialment com a biblioteca, com a aplicació informàtica, com a aplicació web o com a mòdul del nucli carregable . Els Editors d'ona són editors d'àudio digital. Hi ha moltes fonts de programes disponibles per realitzar aquesta funció. La majoria pot editar música, aplicar efectes i filtres i ajustar canals estèreo .
Una estació de treball d'àudio digital (DAW) està basada en programari i normalment inclou diversos components de la suite de programari, tots accessibles mitjançant una interfície d'usuari gràfica unificada. Els DAW s'utilitzen per gravar o produir música, efectes de so i molt més.

## Funcions
Els programes d'edició d'àudio solen oferir les funcions següents:
- Possibilitat d'importar i exportar diversos formats de fitxers d'àudio per editar-los .
- Gravar àudio d'una o més entrades i emmagatzemar les gravacions a la memòria de l'ordinador com a àudio digital .
- Editar l'hora d'inici, l'hora de parada i la durada de qualsevol so a la línia de temps d'àudio.
- Esvaïment d'entrada o sortida d'un clip (p. ex., un esvaïment S durant els aplaudiments després d'una actuació), o entre clips (p. ex., fundició creuada entre preses ).
- Barrejar diverses fonts/pistes de so, combineu-les a diferents nivells de volum i passeu d'un canal a un altre a una o més pistes de sortida
- Aplicar efectes o filtres senzills o avançats, com ara l'amplificació, la normalització, la limitació, la panoràmica, la compressió, l'expansió, el flanging, la reverberació, la reducció de soroll d'àudio i l'equalització per canviar l'àudio.
- Reproducció d'àudio (sovint després de barrejar-se) que es pot enviar a una o més sortides, com ara altaveus, processadors addicionals o un mitjà de gravació
- Conversió entre diferents formats de fitxer d'àudio o entre diferents nivells de qualitat de so.

Normalment, aquestes tasques es poden realitzar d'una manera no lineal . Els editors d'àudio poden processar les dades d'àudio de manera no destructiva en temps real, o de manera destructiva com un procés "fora de línia", o un híbrid amb alguns efectes en temps real i alguns efectes fora de línia.

## Connectors
Els complements d'àudio són petits programes que es poden "connectar" per utilitzar-los dins de l'estació de treball principal. Els connectors s'utilitzen als DAW per permetre més capacitats quan es tracta d'edició d'àudio. Hi ha diversos tipus de connectors. Per exemple, els connectors d'estoc són els connectors que ja estan instal·lats amb una DAW i els connectors de Virtual Studio Technology (VST). Inventats per Steinberg, els connectors VST permeten als productors aplicar efectes senzills o avançats com ara filtres, limitació, compressió, reverb, flanging, panoràmica, reducció de soroll i equalitzadors.

## MIDI vs. àudio
El MIDI (pronunciat "middy") i l'àudio són formats digitals comprimits que s'utilitzen dins d'un espai de treball d'àudio digital (DAW). MIDI significa Musical Instrument Digital Interface. El MIDI s'utilitza amb plug-ins que permeten a l'usuari controlar les notes de diversos instruments connectats. El MIDI és universalment acceptat i si s'utilitza un connector o sintetitzador amb MIDI, es pot modificar amb un altre sintetitzador. L'extensió del nom de fitxer del format MIDI és . MIDI o . MID. A diferència del MIDI, l'àudio digital conté una gravació de so. Els fitxers d'àudio són molt més grans que els fitxers MIDI i, tot i que el MIDI és més petit, el MIDI pot tenir variacions dels sons originals.

## Llista de DAW
Vegeu: Llista d'editors d'àudio digital

## Comparació de l'edició destructiva i l'edició en temps real
L'edició destructiva modifica les dades del fitxer d'àudio original, en lloc d'editar només els seus paràmetres de reproducció. Els editors destructius també es coneixen com a editors de mostres . L'edició destructiva aplica edicions i processaments directament a les dades d'àudio, canviant-les immediatament. Si, per exemple, s'elimina part d'una pista, les dades d'àudio suprimides s'eliminen immediatament d'aquesta part de la pista.
L'edició en temps real no aplica els canvis immediatament, sinó que aplica edicions i processaments sobre la marxa durant la reproducció. Si, per exemple, s'elimina part d'una pista, les dades d'àudio suprimides no s'eliminen de la pista, sinó que s'amaguen i es saltaran durant la reproducció.

### Avantatges de l'edició destructiva
- En els editors gràfics, cada canvi a l'àudio sol ser visible immediatament a mesura que la forma d'ona visible s'actualitza perquè coincideixi amb les dades d'àudio.
- El nombre d'efectes que es poden aplicar és pràcticament il·limitat (tot i que pot estar limitat per l'espai de disc disponible per a les dades de "desfer").
- L'edició sol ser precisa fins a intervals de mostra exactes.
- Els efectes es poden aplicar a una regió seleccionada especificada amb precisió.
- La barreja o l'exportació de l'àudio editat sol ser relativament ràpida, ja que cal poc processament addicional.

### Limitacions de l'edició destructiva
- Un cop aplicat un efecte, normalment no es pot canviar. Això normalment es veu mitigada per la capacitat de "desfer" l'última acció realitzada. Normalment, un editor d'àudio destructiu mantindrà molts nivells d'"historial de desfer" de manera que es poden desfer diverses accions en l'ordre invers en què s'han aplicat.
- Les modificacions només es poden desfer en l'ordre invers en què s'han aplicat (desfant primer l'edició més recent).

### Avantatges de l'edició no destructiva (en temps real).
- Normalment, els efectes es poden ajustar durant la reproducció o en qualsevol altre moment.
- Les modificacions es poden desfer o ajustar en qualsevol moment i en qualsevol ordre.
- Es poden "apilar" diversos efectes i edicions de manera que s'apliquin a l'àudio com una cadena d'efectes .
- Es pot canviar una pila d'efectes perquè els efectes s'apliquin en un ordre diferent, o els efectes s'insereixin o s'eliminin de la cadena.
- Alguns editors en temps real admeten l'automatització d'efectes, de manera que es poden programar canvis als paràmetres de l'efecte perquè es produeixin en moments específics durant la reproducció d'àudio.

### Limitacions de l'edició no destructiva (en temps real).
- És possible que la forma d'ona no mostri l'efecte del processament fins que l'àudio s'hagi representat a una altra pista.
- El nombre d'efectes que es poden aplicar està limitat per la potència de processament disponible de l'ordinador o el maquinari d'edició. En alguns editors, això es pot mitigar mitjançant la representació a una altra pista.
- És possible que no sigui possible tenir un efecte només en una part d'una pista. L'aplicació d'un efecte en temps real a una part d'una pista normalment requereix que l'efecte estigui configurat per activar-se en un moment i apagar-se en un altre.
- En editors multipista, si l'àudio es copia o es mou d'una pista a una altra, l'àudio de la pista nova pot sonar diferent de com sonava a la pista original, ja que pot haver-hi diferents efectes en temps real a cada pista.
- En algunes aplicacions, barrejar o exportar l'àudio editat pot ser lenta, ja que s'han d'aplicar tots els efectes i processaments.